# 卡普里亚塔-多尔巴
卡普里亚塔-多尔巴（義大利語：Capriata d'Orba），是意大利亚历山德里亚省的一个市镇。总面积28.31平方公里，人口1960人，人口密度69.2人/平方公里（2009年）。ISTAT代码为006029。